# Morgan Smith
Pour les articles homonymes, voir Smith.
Morgan Smith, né le 25 mai 1988, à Waitakere, est un coureur cycliste néo-zélandais.

## Biographie
En 2015, Morgan Smith se distingue sur la New Zealand Cycle Classic en terminant troisième du prologue et sixième du classement général. L'année suivante, il intègre l'équipe continentale Kenyan Riders Downunder.
En 2017, il rejoint la formation australienne St George Continental. Lors du Tour du lac Taihu, il se classe troisième du prologue et sixième du classement général. Il s'impose ensuite sur une étape du Tour de Southland en 2018. 

## Palmarès
- 2016
  - 3e étape du Hub Tour
- 2018
  - 2e étape du Tour de Southland

## Classements mondiaux
| Année            | 2015 | 2016 | 2017 | 2018 |
| ---------------- | ---- | ---- | ---- | ---- |
| UCI Oceania Tour | 30e  | 41e  | 83e  |      |
| UCI Asia Tour    |      |      | 182e | 663e |